# آراکل (شهرستان اوزکند)
آراکل (به لاتین: Ara-Köl) یک منطقهٔ مسکونی در قرقیزستان است که در شهرستان اوزکند واقع شده‌است. آراکل ۱٬۰۷۵ نفر جمعیت دارد.